# سیم سو بونگ
سیم سو بونگ (زادهٔ ۱۱ ژوئیهٔ ۱۹۵۵) خواننده و ترانه‌پرداز اهل کره جنوبی است. وی از سال ۱۹۷۸ میلادی تاکنون مشغول فعالیت بوده است.